# Local Mail Transfer Protocol
Das Local Mail Transfer Protocol (LMTP) ist ein Kommunikationsprotokoll, das vom Simple Mail Transfer Protocol (SMTP) abgeleitet ist und verbesserter Zustellung von E-Mails in Postfächer dient. 

## Anlass
Eine an zwei Adressaten adressierte E-Mail kann an den einen zustellbar sein und an den anderen nicht, beispielsweise weil der eine existiert und der andere nicht. Traditionell per Kommandozeile gespeiste Mail Delivery Agents lassen nur einen Rückgabewert für alle Adressaten zusammen zu, sodass Teilerfolge unklare Problemlagen hinterlassen. Delivery Status Notifications gestalten sich schwierig.

## Lösungsansatz
Im LMTP ist auch im Unterschied zum SMTP für jeden einzelnen Adressaten eine eigene Rückmeldung über Erfolg oder Misserfolg vorgesehen. Dabei muss die Reihenfolge des Clients eingehalten werden. Die erweiterten Fehlercodes vom erweiterten SMTP (ESMTP) sind obligatorisch. Dem sendenden Mail Transfer Agent wird so möglich, differenziert und gezielt auf Fehlschläge zu reagieren.

## Weitere wesentliche Unterschiede zum SMTP
- Wide Area Networks nicht empfohlen[1]
- Server ohne Warteschlange[1]
- Port 25 ausgeschlossen[1]
- Sitzungsbeginn mit LHLO statt EHLO oder HELO[1]

## Beispiel
Zur besseren Verständlichkeit ist das folgende Beispiel mit Kommentaren erweitert, die nicht zum Protokoll gehören, mit # beginnen und sich bis zum Ende der Zeile erstrecken.
```
< 220 server.tld LMTP server ready
> LHLO client.tld                                       # Client sendet LHLO statt HELO/EHLO
< 250-server.tld
< 250-PIPELINING
< 250 SIZE
> MAIL FROM:<user@example.tld>
< 250 OK
> RCPT TO:<wiki@wikipedia.org>                          # 1. akzeptiertes RCPT
< 250 OK
> RCPT TO:<sales@wikipedia.org>                         # nicht akzeptiertes RCPT
< 550 No such user here
> RCPT TO:<admin@wikipedia.org>                         # 2. akzeptiertes RCPT
< 250 OK
> DATA
< 354 Start mail input; end with <CRLF>.<CRLF>
>                                                       # Client sendet Mail
> .
< 250 <wiki@wikipedia.org> OK                           # Zustellung an wiki@wikipedia.org erfolgreich
< 452 <admin@wikipedia.org> is temporarily over quota   # Zustellung an admin@wikipedia.org temporär nicht möglich,
                                                        # der Client kann es später erneut versuchen
> QUIT
< 221 server.tld closing connection
```

## Software
LMTP wird in mehreren Softwarepaketen unterstützt, darunter
- Cyrus
- Dovecot[2]
- Exim[3]
- Postfix[4]
- Procmail[5]
- Sendmail[5]